# رنه بوالسو
رنه بوالسو (به فرانسوی: René Tardivaux, dit René Boylesve) نویسنده قرن نوزدهم میلادی اهل فرانسه است.